# Dectocera pseudolimbella
Dectocera pseudolimbella är en fjärilsart som beskrevs av Émile Louis Ragonot 1887. Dectocera pseudolimbella ingår i släktet Dectocera och familjen mott. Inga underarter finns listade i Catalogue of Life.